# Congrés Internacional de Matemàtics de 1970

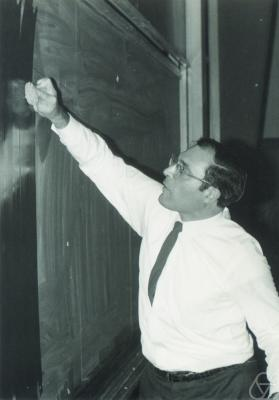
Gian-Carlo Rota durant el Congrés

El Congrés Internacional de Matemàtics de 1970 va ser el setzè Congrés Internacional de Matemàtics celebrat de l'1 de setembre a l'10 de setembre de 1970 a Niça, França.
Aquest Congrés va ser el primer en què no hi ha xerrades de 10 minuts, tot i que s'han acceptat comunicacions impreses. La decisió de permetre només 50 minuts de conferències impartides per invitació va ser presa per unanimitat pel Comitè Assessor Internacional i el Comitè Organitzador.

## Cerimònia d'obertura
Olivier Guichard, ministre d'Educació Nacional, va obrir el Congrés. A continuació, va intervenir Henri Cartan, president de la Unió Matemàtica Internacional, que va proposar als membres del Congrés que elegís Jean Leray, President del Comitè Organitzador, com a President del Congrés. Aquesta elecció va tenir lloc a més de la de Paul Montel que va ser elegit com a President d'Honor.
Jacques Médecin, tinent d'alcalde de Niça, va donar la benvinguda als membres del Congrés al Palau des Exposicions de la ciutat de Niça.

## Visió general
El Congrés va tenir ressò als principals diaris de França, cosa que va fer que els guanyadors de la Medalla Fields tinguessin cert prestigi a França.
Les lectures en pissarra dels medallistes Fields van ser escoltades fins i tot per persones sense coneixement de les matemàtiques, cosa que va fer que aquests haguessin de rebaixar el nivell de les lectures.
L'educació matemàtica va ser un tema molt discutit durant el Congrés. Olivier Guichard, ministre d'Educació Nacional de França, va pronunciar un discurs, en el qual va descriure els desenvolupaments matemàtics actuals i la gravetat dels problemes d'ensenyament i educació que se'n deriven. Aquest discurs és publicat i analitzat el mateix dia per la premsa.

## Aspectes científics
Alan Baker, Heisuke Hironaka, John Griggs Thompson i Sergei Novikov van ser els guanyadors de la Medalla Fields. Serguei Novikov no va poder venir a aquest Congrés. No se li va permetre viatjar a Niça per acceptar la seva medalla a causa de les sancions de l'URSS, però la va rebre el 1971 quan la Unió Matemàtica Internacional es va reunir a Moscou.